# Frank Hurley
James Francis Hurley detto Frank (Sydney, 15 ottobre 1885 – Sydney, 16 gennaio 1962) è stato un fotografo, regista ed esploratore australiano.

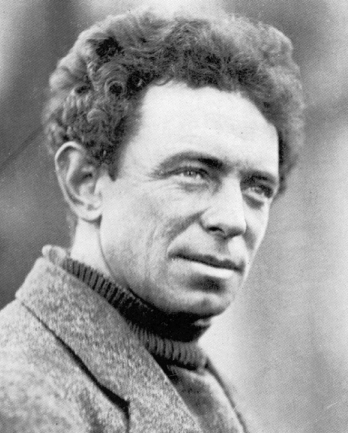
James Francis Hurley.

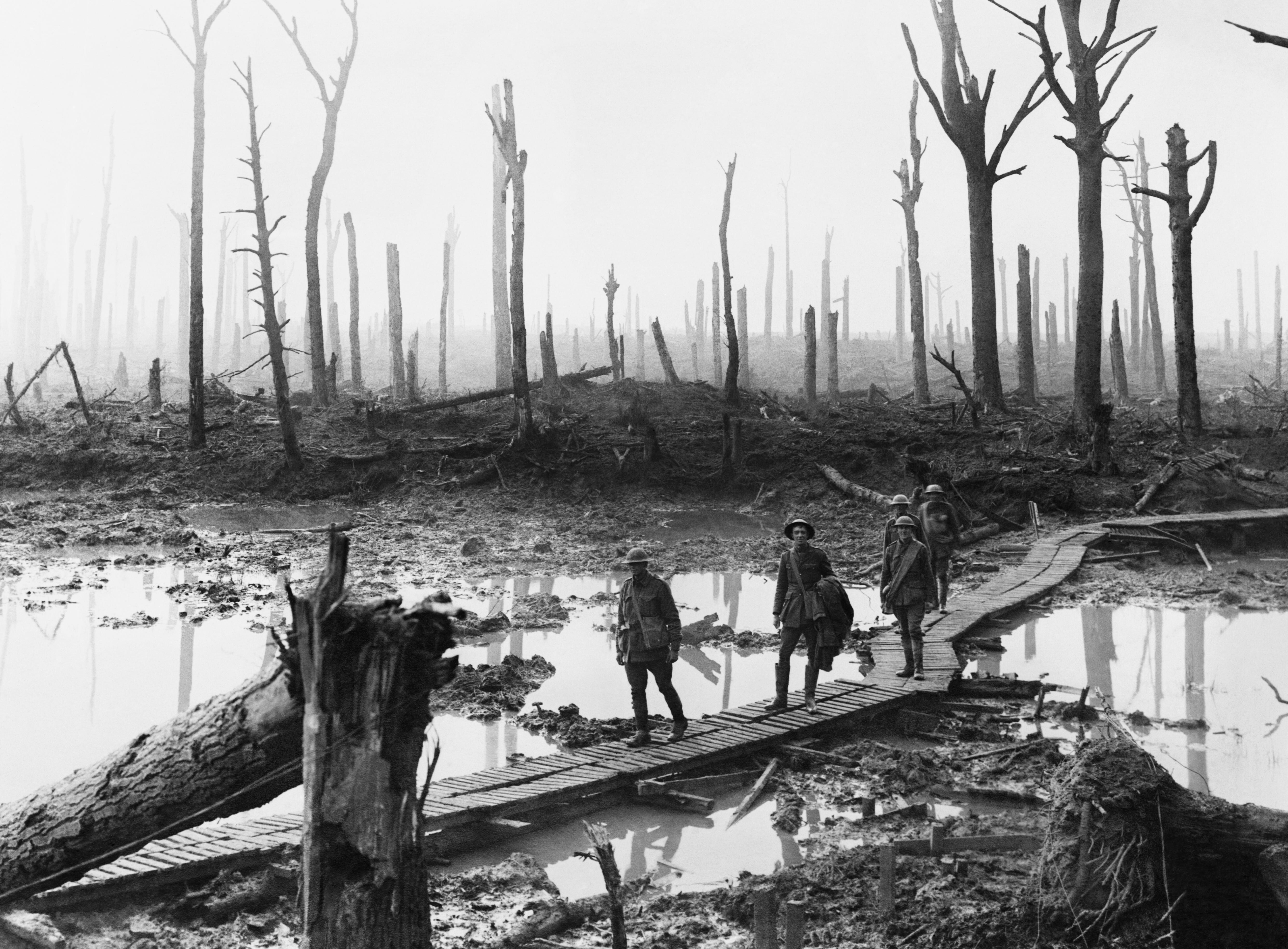
Frank Hurley, Chateau Wood, Ypres. 1917

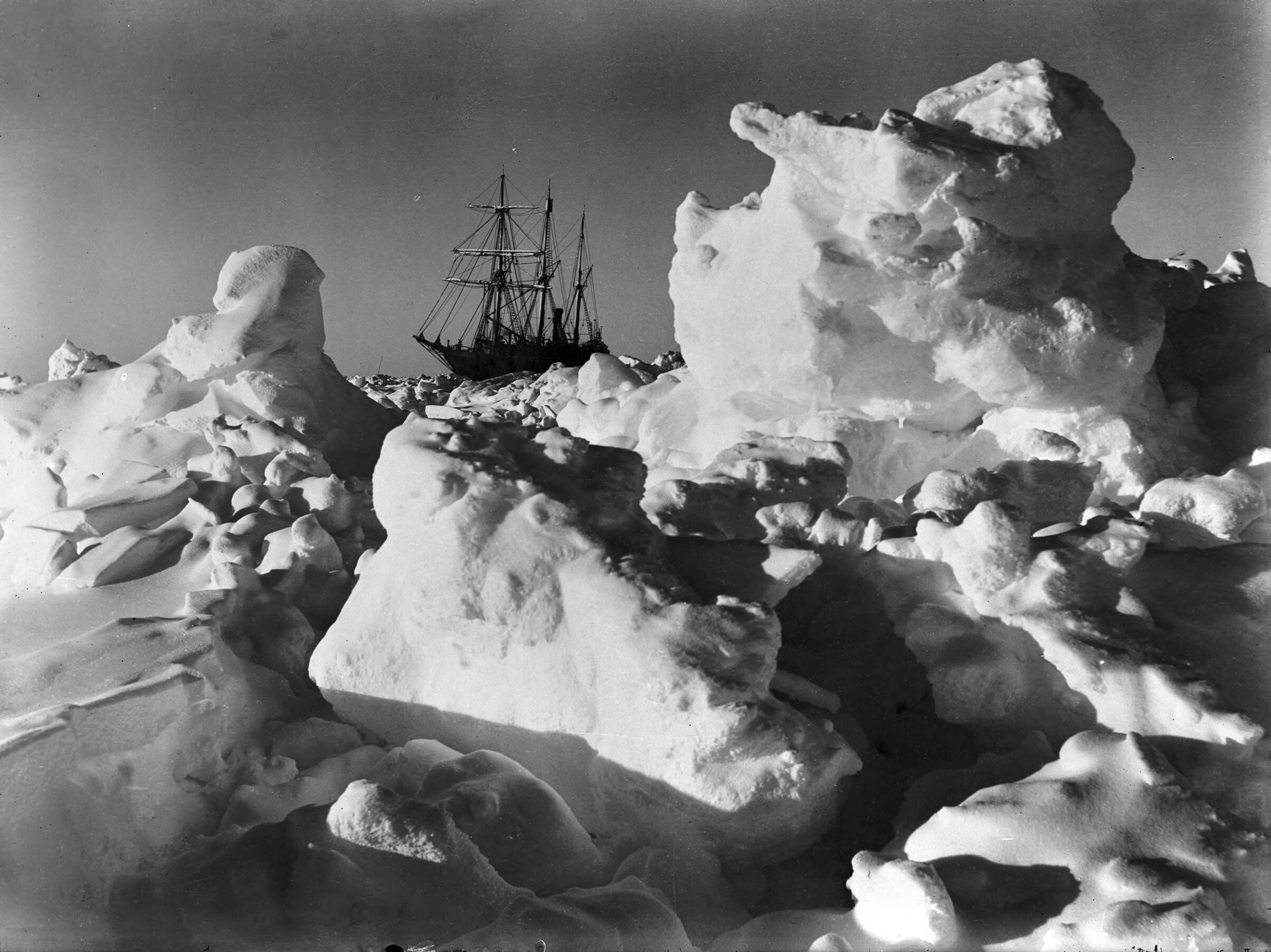
Frank Hurley, HMS Endurance intrappolata nel pack antartico, 1915, National Library of Australia, Canberra.

Ha partecipato a numerose esplorazione antartiche ed ha servito come ufficiale fotografico durante le due guerre mondiali. Il suo stile artistico ha prodotto diverse immagini celebri, ma è stato sovente criticato per le sue composizioni e l'utilizzo di effetti speciali che, a detta dei detrattori, diminuiscono la valenza artistica dei suo lavori.

## Biografia
Hurley ha viaggiato più volte in Antartide, prima con la spedizione Aurora di Douglas Mawson negli anni 1911-14 e poi con la spedizione Endurance di Ernest Shackleton, iniziata nel 1914 e terminata, a causa del naufragio della nave soltanto nel 1916. Al ritorno, nel 1919, Hurley realizza il documentario South.
Nel 1917 Hurley si unisce all'Australian Imperial Force (AIF) e, con il grado onorario di capitano, fotografa numerosi campi di battaglia del primo conflitto mondiale. Le sue opere più famose riguardano la battaglia di Passchendaele, che sono realizzate esponendosi a considerevoli rischi personali. Hurley sarà fotografo di guerra anche durante il secondo conflitto mondiale.

## Collezioni fotografiche
Le fotografie realizzate di Hurley sono conservate da diverse istituzioni. Le principali appartengono all'Australian War Memorial (Canberra), National Library of Australia (Canberra, Scott Polar Research Institute, (Cambridge), Royal Geographical Society, (Londra), ed al South Australian Museum, (Adelaide). Famose sono le sue foto a colori realizzate con il Processo Paget.
National Library of Australia
- (EN) Frank Hurley Negative Collection, 1910-1962, su nla.gov.au. URL consultato il 30-09-07.

Questa collezione comprende 10.999 negativi su vetro, negativi su plastica, steroscopie e vetrini per lanterne, tutti digitalizzati.
Le opere comprendono le foto fatte da Hurley nei suoi due viaggi in Antartide, immagini della prima guerra mondiale e di viaggi successivi nel Medio Oriente ed in Egitto. Sono presenti inoltre lavori effettuati durante la seconda guerra mondiale, a Papua Nuova Guinea e della vita industriale e sociale australiana.
Altri album sono:
- Hurley Collection of Photographic Prints 1910-1962, su nla.gov.au. URL consultato il 30-9-07. Degli oltre 1.000 lavori, 44 sono catalogati e digitalizzati.
- B.A.N.Z. Antarctic Research Expedition 1929-31 [collegamento interrotto], su nla.gov.au. URL consultato il 30-9-07. Le 60 fotografie su gelatina d'argento sono state interamente catalogate e digitalizzate.
- Photograph album of Papua and the Torres Strait, su nla.gov.au. URL consultato il 30-9-07. 259 fotografie, tutte catalogate e digitalizzate.

## Opere
- (EN) Frank Hurley, Australia, in natural colour, su nla.gov.au, s.l: John Sands. URL consultato il 1º maggio 2019 (archiviato dall'url originale il 7 agosto 2008).
- (EN) Frank Hurley, Manly: South Pacific playground in natural colour, su nla.gov.au, Sydney: John Sands. URL consultato il 1º maggio 2019 (archiviato dall'url originale il 28 agosto 2008).
- (EN) Frank Hurley, South Australia: in natural colour, su nla.gov.au, Adelaide: John Sands. URL consultato il 1º maggio 2019 (archiviato dall'url originale il 21 agosto 2008).
- (EN) Frank Hurley, Exhibition of unique photographic pictures taken during the Australasian Antarctic Expedition: also other photographic studies, su nla.gov.au, London: The Fine Art Society. URL consultato il 1º maggio 2019 (archiviato dall'url originale il 6 luglio 2008).
- (EN) Frank Hurley, Catalogue of an exhibition of war photographs by Capt. F. Hurley, late official photographer with the A.I.F., held at the Kodak Salon, Sydney [collegamento interrotto], su nla.gov.au, Sydney?: s.n..
- (EN) Frank Hurley, Gems of Jenolan, su nla.gov.au, Sydney: New South Wales Government Tourist Bureau. URL consultato il 1º maggio 2019 (archiviato dall'url originale il 13 ottobre 2007).
- (EN) Frank Hurley, Pearls and savages: adventures in the air, on land and sea in New Guinea, su nla.gov.au, New York: Putnam's Sons. URL consultato il 1º maggio 2019 (archiviato dall'url originale il 13 ottobre 2007).
- (EN) Frank Hurley, Argonauts of the south, by Captain Frank Hurley ... being a narrative of voyagings and polar seas and adventures in the Antarctic with Sir Douglas Mawson and Sir Ernest Shackleton; with 75 illustrations and maps, su nla.gov.au, New York; London: G.P. Putnam's sons. URL consultato il 1º maggio 2019 (archiviato dall'url originale il 21 febbraio 2009).